# Slaget ved Saule
Slaget ved Saule (litauisk: Saulės mūšis ellerŠiaulių mūšis, tysk: Schlacht von Schaulen, lettisk: Saules kauja, estisk: Saule lahing) blev udkæmpet den 22. september 1236 mellem Sværdbroderordenen og de hedenske semgallere, litauere og ẑemaitijanere. Omkring 50-60 riddere blev dræbt, herunder ordensmesteren Volkwin; det var det første virkeligt betydningsfulde nederlag, ordenen havde lidt i det baltiske område. Sværdbroderordenen, som var den første katolske ridderorden oprettet i Baltikum, led et nederlag af så stort omfang, at den var tvunget til at slutte sig til den Tyske Orden i 1237. Slagets udfald fik kurlændere, semgallere og selere, der var baltiske stammer tidligere underkuede af Sværdbroderordenen, til at gøre opstand. 30 års sejre i området på venstre bred af Daugava gik tabt.

## Baggrund
Sværdbroderordenen var blevet oprettet i 1202 i Riga med henblik på at underkue og tvangskristne de baltiske stammer. I 1230'erne under lederskab af ordensmesteren Volkwin led Ordenen under svære økonomiske vilkår, der beskar antallet af riddere, og under dårligt omdømme. Ordenen var kommet i konflikt med pavedømmet under pave Gregor 9. og med Det Tysk-romerske Rige, der tidligere havde været to af de største støtter, om Estland. I efteråret 1236 ankom en gruppe korsfarere fra Holsten, der forlangte at komme i krig. Volkwin ledede en krigergruppe med støtte fra prinsen af Pskov mod syd ind i det hedenske Žemaitija. Tidligere samme år havde Ordenen skaffet sig en pavebulle, der erklærede korstog mod det hedenske Storfyrstedømme Litauen og Žemaitija.

## Slagets gang
Korsfarerne hærgede en række žemaitiske bebyggelser. Under deres hjemvenden nordover stødte de imidlertid ind i en gruppe målbevidste žemaitijanere ved en flodovergang. Da de ikke ville risikere at miste deres heste i det sumpede område nægtede holstenerne at kæmpe til fods og gennemtvang en overnatning. Næste morgen på Sankt Maurices dag ankom den hedenske hovedstyrke, der bestod af žemaitijanere (sandsynligvis ledet af fyrst Vykintas) og litauere (muligvis ledet af Mindaugas) til lejren. Det litauiske lette kavaleri kastede deres spyd på kort afstand, hvilket viste sig at være et effektivt kampmiddel mod det tunge liviske ordenskavaleri. Nedslagtningen af ordenens tropper, herunder Volkwin, medførte forvirring i den livlandske ordens rækker. De letbevæbnede lokale hærstyrker flygtede snart fra kamppladsen, og de korsfarere, som prøvede at nå Riga, blev angiveligt dræbt af semgallerne.

## Slagmarkens beliggenhed
Det nøjagtige sted for slaget er ukendt. I Chronicum Livoniae skrevet af Hermann de Wartberge angives slaget at have fundet sted i terram Sauleorum, hvilket kan være nær Šiauliai (tysk: Schaulen), (lettisk: Šauļi) i Litauen eller ved den lille by Vecsaule nær Bauska i den sydlige del af nutidens Letland. Saule/Saulė betyder "Solen" både på lettisk og litauisk. Slaget kendes derfor i Letland også som "Sol-slaget".